# Catedral de San Pedro y San Pablo (Brno)
La Catedral de San Pedro y San Pablo se halla en la colina de Petrov, en el centro de la ciudad de Brno, en la República Checa. Es un monumento cultural nacional y una de las piezas de arquitectura más importantes en Moravia Meridional (por ejemplo, aparecen en las monedas de diez coronas checas). El interior es de estilo mayoritariamente barroco, mientras que las impresionantes torres de 84 metros de altura son de estilo neogótico y diseño del arquitecto August Kirstein en 1904-5. Es la catedral de la diócesis de Brno.

## La campanadas de "mediodía"

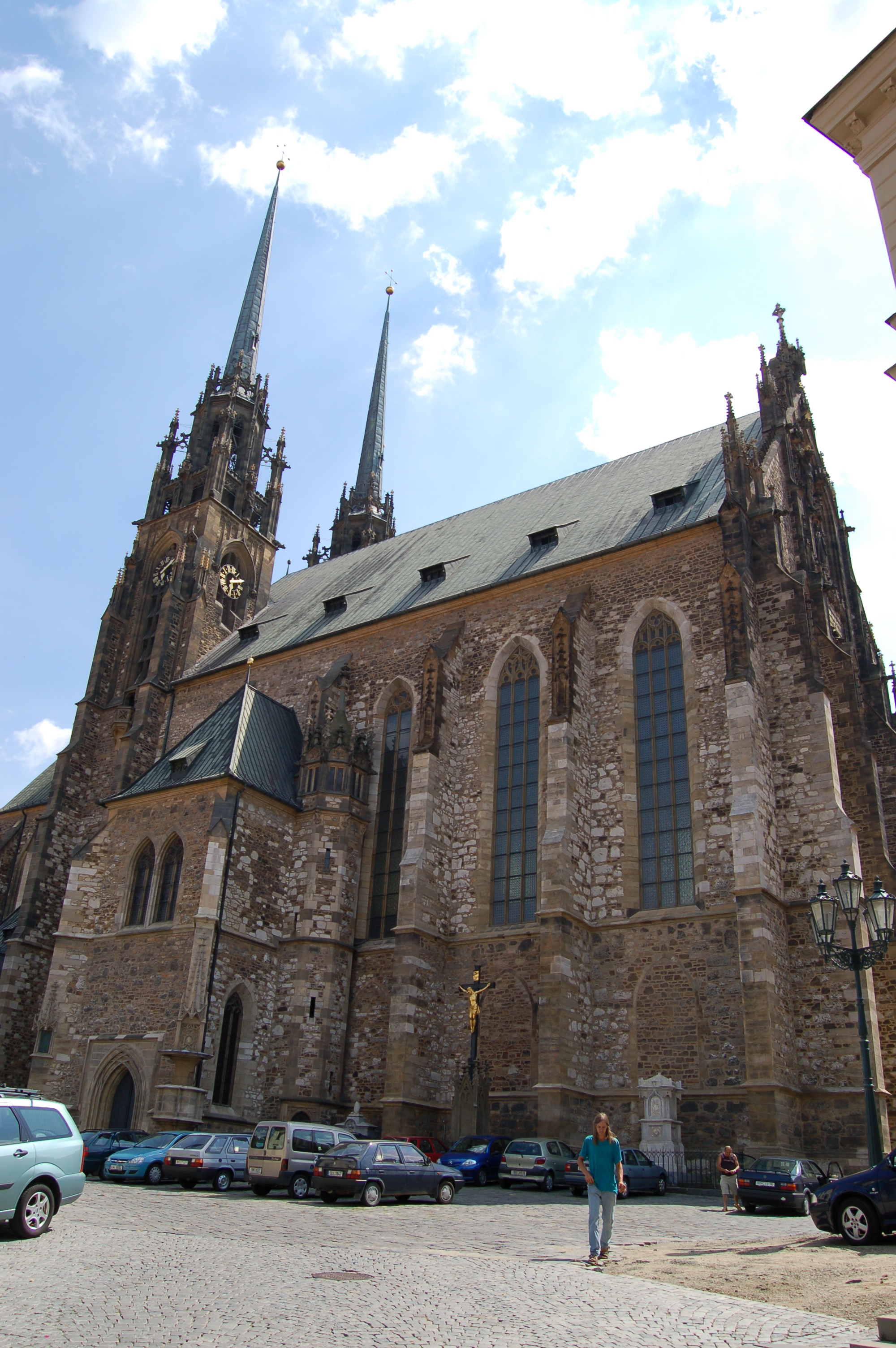
Vista de la Catedral San Pedro y San Pablo de Brno (República Checa)

Tradicionalmente, las campanas de la catedral suenan a las 11 en vez de a las 12 del mediodía. La razón para esto, de acuerdo a la leyenda, es que durante la Guerra de lista de os Treinta Años, los invasores suecos habían prometido, durante el asedio de Brno, que dejarían el ataque si no habían tenido éxito en tomar la ciudad hacia el mediodía del 15 de agosto. Durante la batalla en curso, algunos  ciudadanos astutos decidieron tocar las campanas de una hora antes de esta fecha, engañando a los suecos para romper el cerco y salir con las manos vacías. Brno fue la única ciudad que repelió a los suecos durante esta guerra.

## Galería

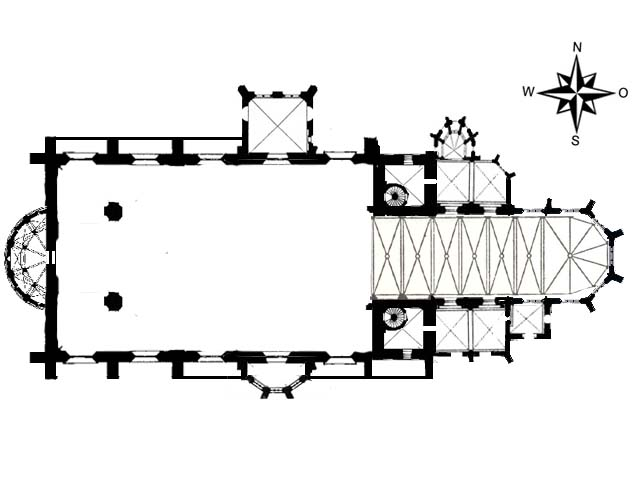
Plano de la catedral
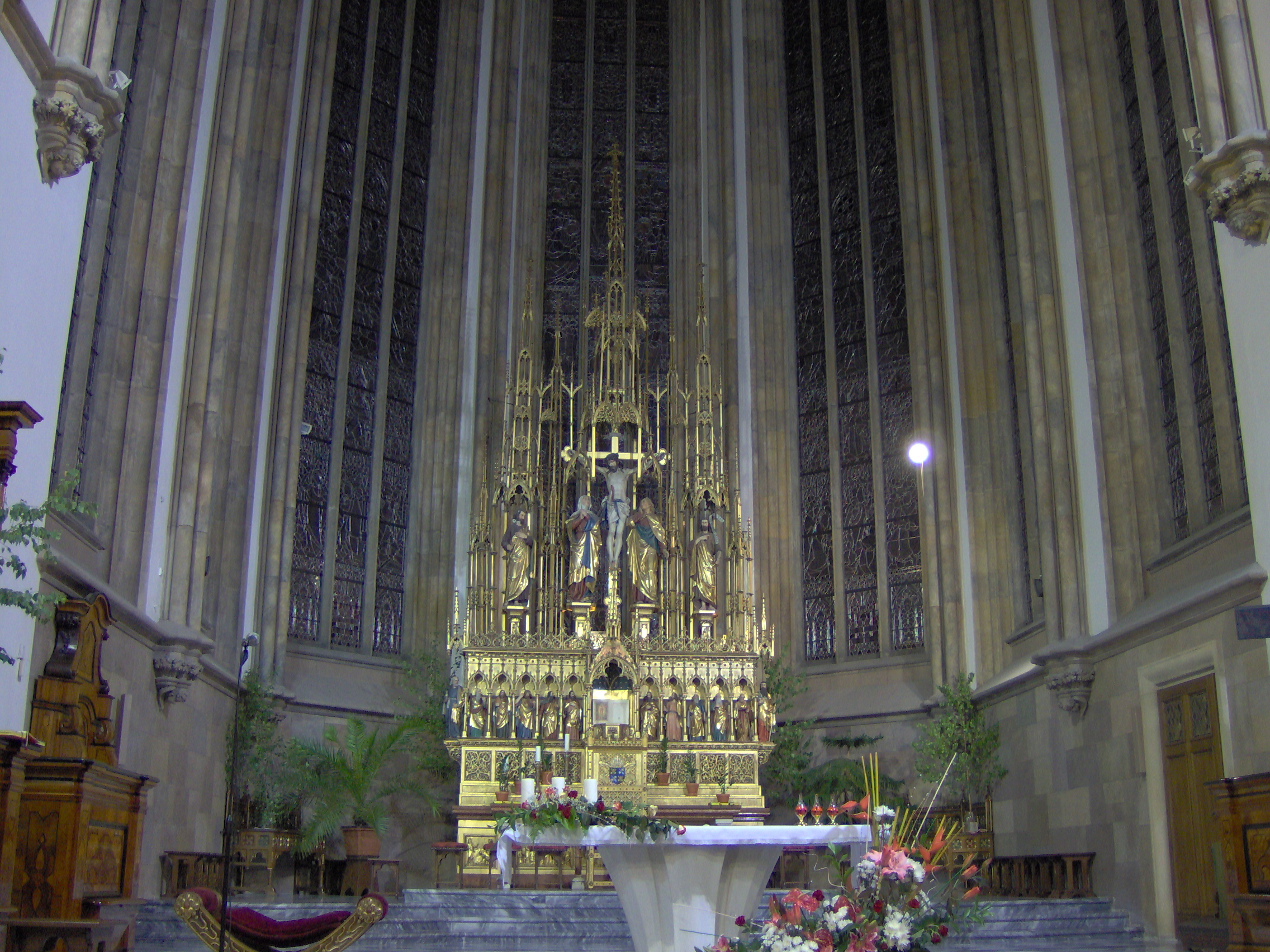
Altar de la catedral
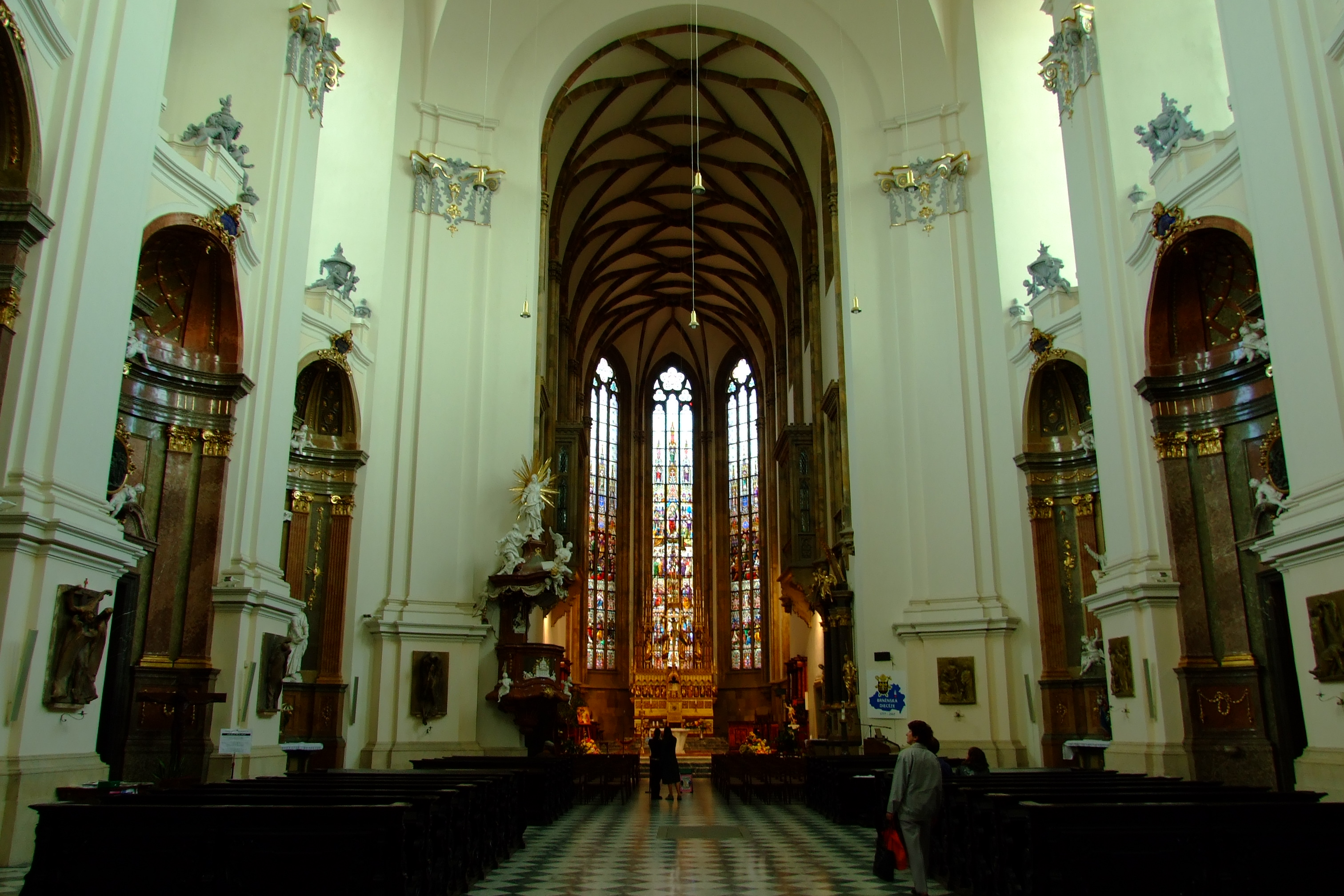
Interior
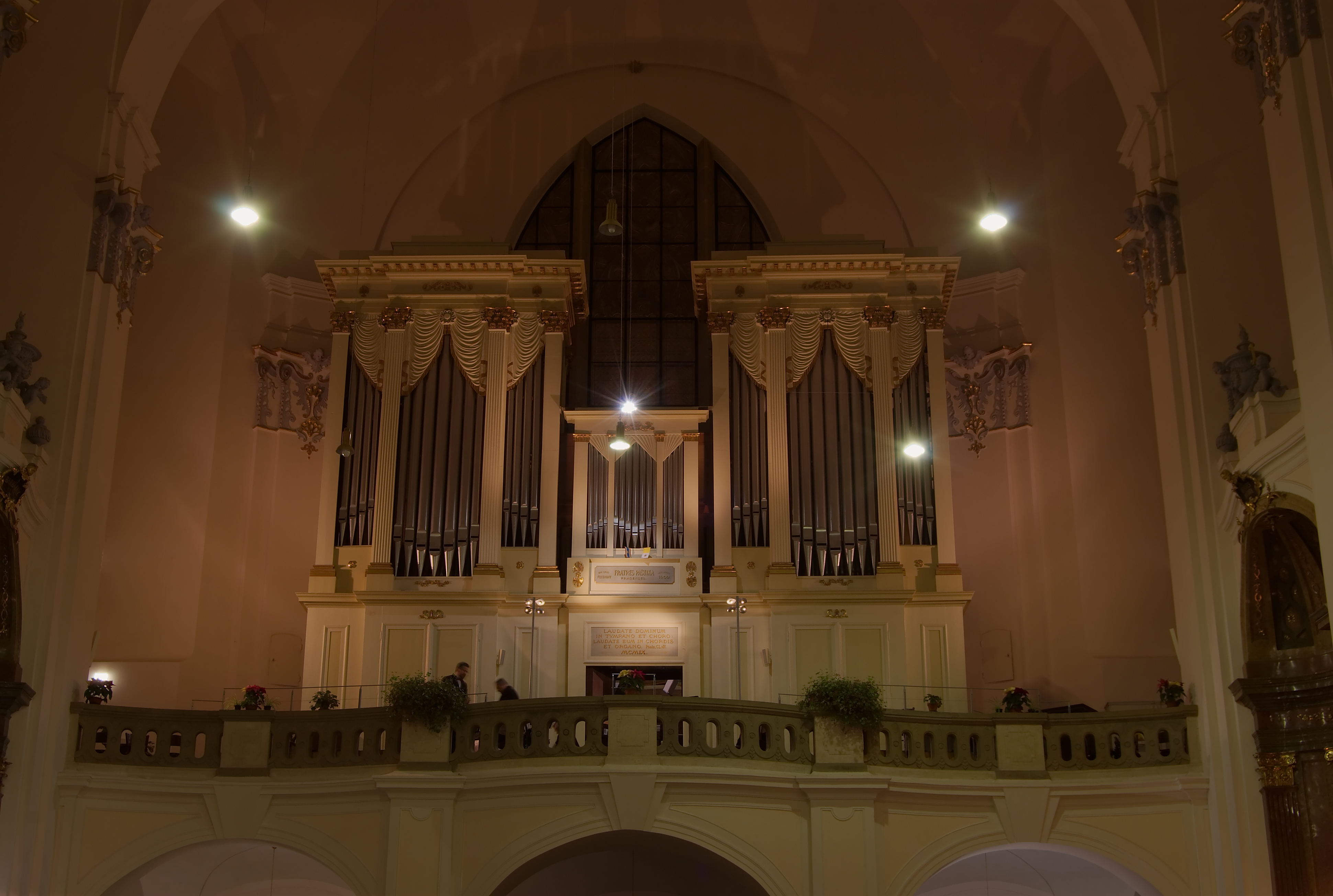
Órgano de la catedral
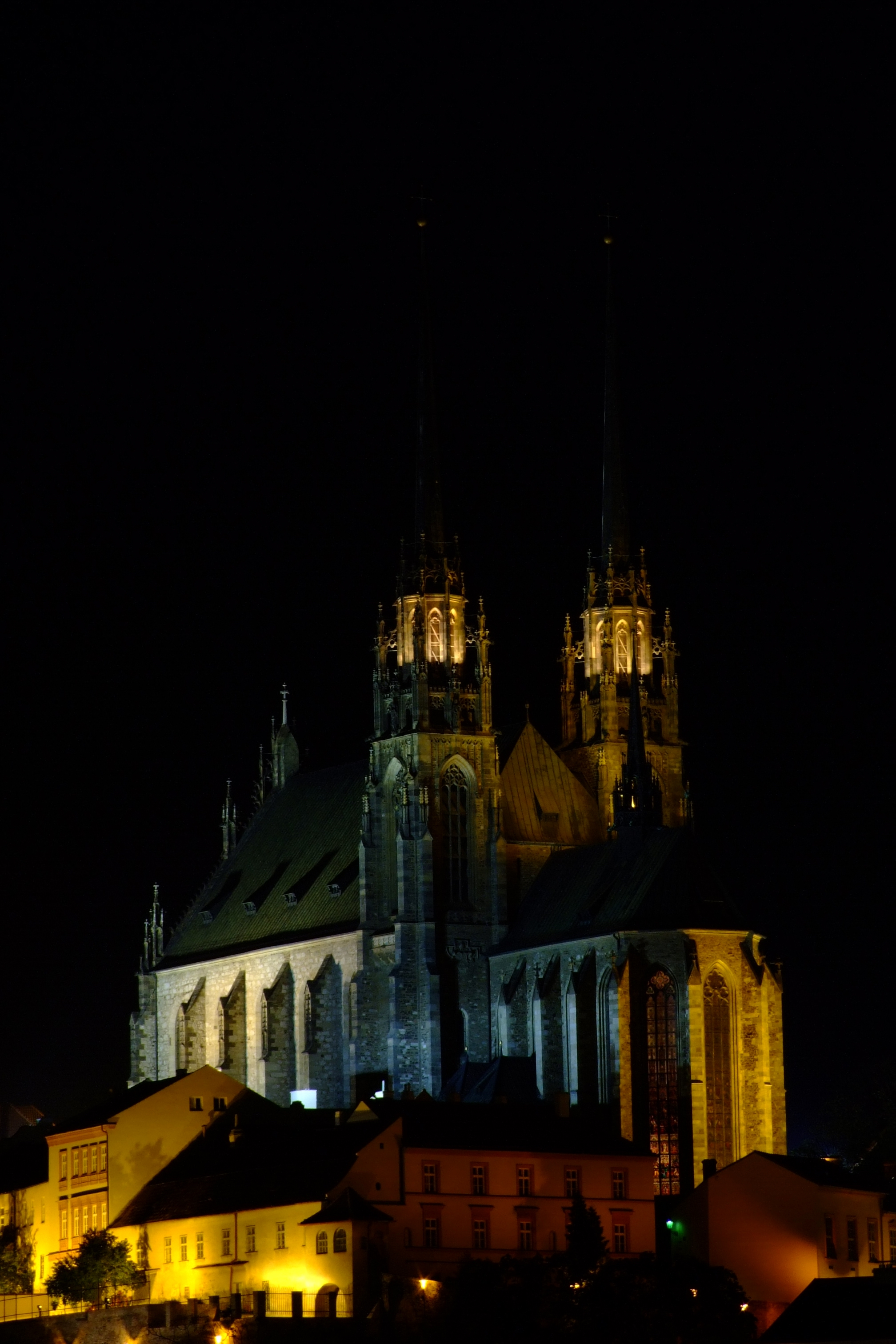
Catedral por la noche.
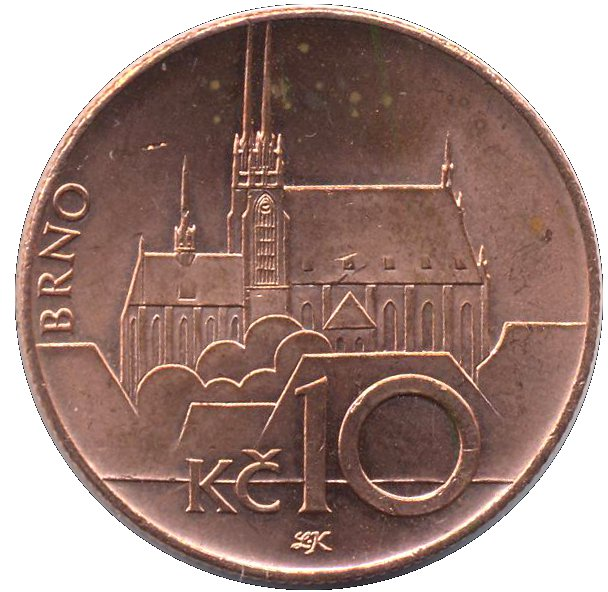
Catedral en las monedas de diez coronas checas.